# 明教寺 (合肥)
明教寺，又称铁佛寺、明教院，俗称“曹操点将台”，位于安徽省合肥市庐阳区淮河路，合肥十景之一、汉族地区佛教全国重点寺院之一。

## 沿革
东汉末年，曹操四次到达合肥，筑此高台教练兵将，以御东吴水军，称教弩台。南北朝时期，梁武帝在台上建有铁佛寺。唐大历年间又重修扩建，定名明教院，至明代改为明教寺，寺院屡兴屡废。清光绪十一年（1885年），太平天国遗老袁宏谟云游募化重建。该寺为典型的汉传佛教寺院，由佛殿、藏经阁、西厢园三部分组成。

## 图集
- 大雄宝殿
- 正面
- 入口
- “古教弩台”题刻